# Magia
「Magia」（マギア）は、Kalafinaの9枚目のシングル。2011年2月16日にSME Recordsから発売された。

## 解説
前作「輝く空の静寂には」から約5ヶ月ぶりのリリースであり2011年1作目のシングル。収録曲にアニメーション作品のタイアップがつくのは7枚目のシングル「光の旋律」から3作連続。作詞、作曲は既存の楽曲と同様にグループの音楽プロデューサーである梶浦由記が手掛けている。
販売形態は通常盤と初回盤、アニメ盤の3種仕様で、初回盤には、「Magia」のPVを収録したDVDが、アニメ盤には表題曲のリミックスが収録。アニメ盤のジャケットには、鹿目まどかに暁美ほむらが寄り添って弓を撃とうとしている様子がプリントされている。
表題曲「Magia」は、テレビアニメ『魔法少女まどか☆マギカ』の第3話から第8話までのエンディングテーマ、第1話・第2話・第10話の挿入歌に使用された。
2011年2月28日付オリコンウィークリーチャートで、「光の旋律」以来約1年ぶりにオリコントップ10入りを獲得した。

## 批評
CDジャーナルは「幻想空間を旅するようなミステリアスな世界観が展開されており、その世界を独創的なロックで表現している、中世的かつオリエンタルな音色が魅力。カップリング曲は銀世界のような雰囲気の清純な曲。」と批評した。
WEBアニメスタイルの和田穣も、「グループ独特のハーモニーが、9世紀から12世紀に流行した中世ヨーロッパの合唱技法『オルガヌム』を思わせる」と評した。
扶桑社の「ドリカンからこむちゃへ アニソン黄金伝説!!」では、三木茂が「ゴシックで濃厚なサウンドを聞かせ延々と繰り返される時間や世界の終わりといった思いテーマを刻みつけ主事項たちの不安をこちらの世界まで増幅させる」「Kalafinaの低音の魅力も存分に味わえる」と解説した。

## 収録曲

### 初回生産限定盤、通常盤
（全作詞・作曲・編曲：梶浦由記）
1. Magia [5:09]
  - テレビアニメ『魔法少女まどか☆マギカ』エンディングテーマ

ラテン語で「魔法」の意[5]。梶浦が完成脚本を読んでから書いたため、歌詞の内容は作品の内容に沿った・内容を暗示したものとなっている[6]。
2. snow falling [4:38]
  - 劇場版アニメ『空の境界 終章「空の境界」』イメージソング

『空の境界 終章「空の境界」』のエンディングに流れるBGMをカヴァーした作品だが、正式なテーマソングではない。
劇中の演出上の都合、Kalafinaとして日本語の曲を歌わなかったが、「七章ずっと歌と言葉を探し続けた作品、その最終章。BGMでは良くても、Kalafina的には欲求不満が残った」という理由より[7]、インストである終章EDに歌詞を加えて「カヴァー」した。
3. Magia（instrumental）

### アニメ盤
1. Magia
2. Magia（magic mix） [3:04]
3. Magia（TV Version） [1:30]
4. Magia（instrumental）

DVD（初回限定盤のみ）
1. Magia （Music Clip）

## 収録アルバム
| 曲名         | アルバム                                   | 発売日         | 備考                  |
| ------------ | ------------------------------------------ | -------------- | --------------------- |
| Magia        | 『After Eden』                             | 2011年9月21日  | 3rdオリジナルアルバム |
| Magia        | 『魔法少女まどか☆マギカ MUSIC COLLECTION』 | 2013年12月25日 | サウンドトラック      |
| Magia        | 『THE BEST “Blue”』                        | 2014年7月16日  | ベストアルバム        |
| snow falling | 『After Eden』                             | 2011年9月21日  | 3rdオリジナルアルバム |
| snow falling | 『THE BEST “Blue”』                        | 2014年7月16日  | ベストアルバム        |

- Magia[quattro]
  - 2012年10月24日発売のKalafina12枚目のシングル「ひかりふる」に、弦の旋律が追加された楽曲「Magia[quattro]」が収録されている。

## カバー
- 松澤由美 - 2020年5月27日発売のアルバム「Yumi Matsuzawa AnimeSong Cover Album」に収録[8]。
- Mary's Blood - 2020年8月26日発売のアニソンカバーアルバム『Re>Animator』に収録[9]。